# Tasmanocoenis arcuata
Tasmanocoenis arcuata is een haft uit de familie Caenidae. De wetenschappelijke naam van de soort is voor het eerst geldig gepubliceerd in 1990 door Alba-Tercedor & Suter.
De soort komt voor in het Australaziatisch gebied.